# Xavier Arreaga
Xavier Arreaga, né le 28 septembre 1994 à Guayaquil, est un footballeur international équatorien. Il joue au poste de défenseur central au Barcelona SC.

## Biographie

### En club
Avec le club équatorien du Barcelona SC, il atteint les demi-finales de la Copa Libertadores en 2017, en étant battu par le club brésilien du Grêmio Porto Alegre.
Le 23 juillet 2018, il inscrit son premier doublé dans le championnat d'Équateur, lors de la réception du club d'El Nacional (victoire 3-1).
Le 7 mai 2019, dernier jour du marché des transferts printanier de MLS, Arreaga rejoint les Sounders de Seattle avec le statut de joueur désigné.

### En équipe nationale
Le 6 octobre 2017, il figure pour la première fois sur le banc des remplaçants de l'équipe d'Équateur, mais sans entrer en jeu, lors d'une rencontre face au Chili rentrant dans le cadre des éliminatoires du mondial 2018 (défaite 2-1). Il obtient finalement sa première sélection le 21 novembre 2018, en amical face au Panama, où il est propulsé directement titulaire (victoire 1-2).
En juin 2019, il est retenu par le sélectionneur Hernán Darío Gómez afin de participer à la Copa América organisée au Brésil. Lors de cette compétition, il doit se contenter du banc des remplaçants et ne joue aucun match. Avec un bilan d'un match nul et deux défaites, le Venezuela ne parvient pas à dépasser le premier tour.
Le 13 octobre 2019, il officie pour la première fois comme capitaine de la sélection, lors d'une rencontre amicale face à l'Argentine. L'Équateur s'incline sur le lourd score de 6-1.
Le 14 novembre 2022, il est sélectionné par Gustavo Alfaro pour participer à la Coupe du monde 2022.

## Statistiques

### En sélection nationale
| Saison                | Sélection             | Phases finales        | Phases finales | Phases finales | Phases finales | Éliminatoires CDM | Éliminatoires CDM | Éliminatoires CDM | Matchs amicaux | Matchs amicaux | Matchs amicaux | Total | Total | Total |
| Saison                | Sélection             | Compétition           | M              | B              | Pd             | M                 | B                 | Pd                | M              | B              | Pd             | M     | B     | Pd    |
| --------------------- | --------------------- | --------------------- | -------------- | -------------- | -------------- | ----------------- | ----------------- | ----------------- | -------------- | -------------- | -------------- | ----- | ----- | ----- |
| 2017-2018             | Équateur              | -                     | -              | -              | -              | 0                 | 0                 | 0                 | -              | -              | -              | 0     | 0     | 0     |
| 2018-2019             | Équateur              |                       | 0              | 0              | 0              | -                 | -                 | -                 | 1              | 0              | 0              | 1     | 0     | 0     |
| 2019-2020             | Équateur              | -                     | -              | -              | -              | -                 | -                 | -                 | 5              | 0              | 0              | 5     | 0     | 0     |
| 2020-2021             | Équateur              | Copa América 2021     | 0              | 0              | 0              | 6                 | 1                 | 1                 | -              | -              | -              | 6     | 1     | 1     |
| 2021-2022             | Équateur              | -                     | -              | -              | -              | 3                 | 0                 | 0                 | 2              | 0              | 0              | 5     | 0     | 0     |
| 2022-2023             | Équateur              | Coupe du monde 2022   | 0              | 0              | 0              | -                 | -                 | -                 | 3              | 0              | 0              | 3     | 0     | 0     |
| 2024-2025             | Équateur              | -                     | -              | -              | -              | 0                 | 0                 | 0                 | -              | -              | -              | 0     | 0     | 0     |
| Total sur la carrière | Total sur la carrière | Total sur la carrière | 0              | 0              | 0              | 9                 | 1                 | 1                 | 11             | 0              | 0              | 20    | 1     | 1     |

## Palmarès
Barcelona SC
- Championnat d'Équateur
  - Champion (1) : 2016